# Meistriliiga 2016
Die Meistriliiga wurde 2016 zum insgesamt 26. Mal als höchste estnische Fußball-Spielklasse der Herren ausgetragen. Die estnische Meisterschaft, die offiziell als A. Le Coq Premium liiga ausgetragen wurde, begann am 4. März 2016 und endete am 5. November 2016 mit dem 36. Spieltag. Als Titelverteidiger startete der FC Flora Tallinn in die Saison.

## Saisonverlauf
Die Liga umfasste wie in der Vorsaison zehn Teams. Titelverteidiger war der FC Flora Tallinn. Direkter Aufsteiger aus der Esiliiga war der JK Tarvas Rakvere. Der letzte Startplatz wurde in den Relegationsspielen im November 2015 zwischen dem Erstligisten JK Tammeka Tartu und JK Tallinna Kalev ermittelt, wobei der letztjährige Erstliga-Verein gewann.
Die Meisterschaft wurde in einer regulären Spielzeit mit je zwei Hin- und zwei Rückrundenspielen ausgetragen. Jedes Team trat dabei viermal gegen jede andere Mannschaft an. Der Tabellenletzte stieg direkt in die zweitklassige Esiliiga ab, der Vorletzte spielte in der Relegation.

## Teilnehmer
| Verein              | Stadt         | Stadion                               | Kapazität |
| ------------------- | ------------- | ------------------------------------- | --------- |
| FC Flora Tallinn    | Tallinn       | A. Le Coq Arena                       | 9.692     |
| FC Infonet Tallinn  | Tallinn       | Lasnamäe kergejõustikuhalli kunstmuru | 0.200     |
| FC Levadia Tallinn  | Tallinn       | Kadrioru staadion                     | 5.000     |
| FC Nõmme Kalju      | Tallinn-Nõmme | Hiiu staadion                         | 0.500     |
| JK Kalev Sillamäe   | Sillamäe      | Sillamäe Kalevi staadion              | 3.000     |
| JK Tammeka Tartu    | Tartu         | Tamme staadion                        | 1.600     |
| JK Tarvas Rakvere   | Rakvere       | Rakvere Linnastaadion                 | 2.500     |
| JK Trans Narva      | Narva         | Narva Kreenholmi Staadion             | 1.065     |
| Paide Linnameeskond | Paide         | Paide linnastaadion                   | 0.268     |
| Pärnu Linnameeskond | Pärnu         | Strand-Stadion                        | 1.500     |

## Abschlusstabelle
| Pl. | Verein                  | Sp. | S  | U  | N  | Tore    | Diff. | Punkte |
| --- | ----------------------- | --- | -- | -- | -- | ------- | ----- | ------ |
| 1.  | FC Infonet Tallinn      | 36  | 24 | 8  | 4  | 074:330 | +41   | 80     |
| 2.  | FC Levadia Tallinn      | 36  | 24 | 6  | 6  | 077:300 | +47   | 78     |
| 3.  | FC Nõmme Kalju          | 36  | 22 | 9  | 5  | 070:280 | +42   | 75     |
| 4.  | FC Flora Tallinn (M, P) | 36  | 21 | 10 | 5  | 096:310 | +65   | 73     |
| 5.  | JK Kalev Sillamäe       | 36  | 14 | 9  | 13 | 065:550 | +10   | 51     |
| 6.  | Paide Linnameeskond     | 36  | 14 | 6  | 16 | 058:610 | −3    | 48     |
| 7.  | JK Tammeka Tartu        | 36  | 12 | 5  | 19 | 043:650 | −22   | 41     |
| 8.  | JK Trans Narva          | 36  | 11 | 8  | 17 | 060:680 | −8    | 41     |
| 9.  | Pärnu Linnameeskond     | 36  | 5  | 2  | 29 | 024:980 | −74   | 17     |
| 10. | JK Tarvas Rakvere (N)   | 36  | 0  | 3  | 33 | 015:113 | −98   | 03     |

Platzierungskriterien: 1. Punkte – 2. weniger zugesprochene Siege – 3. Siege – 4. Direkter Vergleich (Punkte, Tordifferenz, geschossene Tore) – 5. Tordifferenz – 6. geschossene Tore – 7. Fair-Play
| (M) | amtierender Meister     |
| (P) | amtierender Pokalsieger |
| (N) | Neu (Aufsteiger)        |

## Kreuztabelle
Die Kreuztabelle stellt die Ergebnisse aller Spiele dieser Saison dar. Die Heimmannschaft ist in der linken Spalte, die Gastmannschaft in der oberen Zeile aufgelistet. Die Teams spielten jeweils viermal – zwei Heim- und zwei Auswärtsspiele – gegeneinander, sodass insgesamt 36 Spiele zu absolvieren waren.
| Spieltage 1–18      | FC Infonet Tallinn | FC Levadia Tallinn | FC Nõmme Kalju | FC Flora Tallinn | JK Kalev Sillamäe | Paide Linnameeskond | JK Tammeka Tartu | JK Trans Narva | Pärnu Linnameeskond | JK Tarvas Rakvere |
| ------------------- | ------------------ | ------------------ | -------------- | ---------------- | ----------------- | ------------------- | ---------------- | -------------- | ------------------- | ----------------- |
| FC Infonet Tallinn  |                    | 3:2                | 2:1            | 1:1              | 0:0               | 1:0                 | 4:0              | 2:1            | 3:1                 | 4:1               |
| FC Levadia Tallinn  | 1:0                |                    | 1:1            | 0:0              | 2:1               | 4:0                 | 1:1              | 1:0            | 1:0                 | 2:0               |
| FC Nõmme Kalju      | 2:1                | 0:1                |                | 2:0              | 2:0               | 1:0                 | 2:0              | 6:0            | 3:0                 | 3:1               |
| FC Flora Tallinn    | 3:0                | 1:2                | 0:0            |                  | 0:0               | 2:0                 | 0:0              | 3:0            | 6:0                 | 6:0               |
| JK Kalev Sillamäe   | 2:2                | 0:2                | 1:3            | 2:4              |                   | 1:1                 | 5:1              | 3:0            | 4:1                 | 1:0               |
| Paide Linnameeskond | 0:2                | 0:1                | 1:1            | 1:1              | 1:3               |                     | 3:0              | 3:2            | 4:0                 | 4:2               |
| JK Tammeka Tartu    | 1:2                | 1:4                | 0:3            | 0:4              | 4:0               | 2:0                 |                  | 2:2            | 2:1                 | 3:1               |
| JK Trans Narva      | 0:3                | 1:1                | 1:1            | 1:2              | 3:3               | 2:3                 | 4:1              |                | 4:0                 | 2:2               |
| Pärnu Linnameeskond | 0:2                | 1:0                | 0:1            | 0:3              | 0:2               | 0:3                 | 0:1              | 0:1            |                     | 3:0               |
| JK Tarvas Rakvere   | 0:1                | 0:4                | 1:6            | 0:5              | 0:3               | 0:5                 | 0:1              | 0:1            | 1:2                 |                   |

| Spieltage 19–36     | FC Infonet Tallinn | FC Levadia Tallinn | FC Nõmme Kalju | FC Flora Tallinn | JK Kalev Sillamäe | Paide Linnameeskond | JK Tammeka Tartu | JK Trans Narva | Pärnu Linnameeskond | JK Tarvas Rakvere |
| ------------------- | ------------------ | ------------------ | -------------- | ---------------- | ----------------- | ------------------- | ---------------- | -------------- | ------------------- | ----------------- |
| FC Infonet Tallinn  |                    | 0:0                | 2:2            | 4:3              | 4:2               | 3:1                 | 1:0              | 4:3            | 1:0                 | 6:0               |
| FC Levadia Tallinn  | 2:2                |                    | 1:2            | 2:1              | 2:1               | 7:1                 | 4:0              | 5:0            | 2:0                 | 4:0               |
| FC Nõmme Kalju      | 1:2                | 0:3                |                | 3:3              | 3:1               | 1:1                 | 3:0              | 2:0            | 0:0                 | 2:0               |
| FC Flora Tallinn    | 2:1                | 6:1                | 1:1            |                  | 3:3               | 4:0                 | 0:0              | 4:1            | 3:0                 | 4:0               |
| JK Kalev Sillamäe   | 0:0                | 3:2                | 0:1            | 1:4              |                   | 0:0                 | 1:2              | 2:1            | 4:2                 | 4:0               |
| Paide Linnameeskond | 1:4                | 0:4                | 2:0            | 0:3              | 2:1               |                     | 3:1              | 0:0            | 4:1                 | 7:0               |
| JK Tammeka Tartu    | 0:1                | 1:2                | 0:1            | 3:2              | 0:0               | 1:4                 |                  | 0:2            | 2:0                 | 5:0               |
| JK Trans Narva      | 0:0                | 3:1                | 0:3            | 0:2              | 1:3               | 3:1                 | 4:2              |                | 3:1                 | 1:1               |
| Pärnu Linnameeskond | 0:5                | 0:4                | 1:5            | 1:6              | 2:5               | 3:1                 | 0:3              | 1:7            |                     | 2:1               |
| JK Tarvas Rakvere   | 0:1                | 0:1                | 1:2            | 1:4              | 0:3               | 0:1                 | 1:3              | 0:6            | 1:1                 |                   |

## Relegation
Am Ende der regulären Saison trat der Neuntplatzierte der Meistriliiga gegen den Zweitplatzierten der Esiliiga in der Relegation an. Die Spiele fanden im November 2016 statt, wobei zuerst der Zweitligist Heimrecht hatte; Pärnu Linnameeskond behauptete den Platz in der Meistriliiga.
| Datum             |                      | Ergebnis |                      |
| ----------------- | -------------------- | -------- | -------------------- |
| 12. November 2016 | Maardu Linnameeskond | 1:5      | Pärnu Linnameeskond  |
| 19. November 2016 | Pärnu Linnameeskond  | 4:3      | Maardu Linnameeskond |
| Gesamt:           | Maardu Linnameeskond | 4:9      | Pärnu Linnameeskond  |

## Torschützenliste
| Platz | Spieler                | Mannschaft          | Tore |
| ----- | ---------------------- | ------------------- | ---- |
| 01.   | Jewgeni Kabajew        | JK Kalev Sillamäe   | 25   |
| 02.   | Rauno Sappinen         | Flora Tallinn       | 19   |
| 02.   | Vjatšeslav Zahovaiko   | Paide Linnameeskond | 19   |
| 04.   | Rauno Alliku           | Flora Tallinn       | 15   |
| 05.   | Anton Miranchuk        | FC Levadia Tallinn  | 14   |
| 05.   | Dmitri Proshin         | JK Trans Narva      | 14   |
| 05.   | Ats Purje              | FC Nõmme Kalju      | 14   |
| 05.   | Sakari Tukiainen       | FC Flora Tallinn    | 14   |
| 09.   | Kristjan Tiirik        | JK Tammeka Tartu    | 12   |
| 09.   | Vladimir Voskoboinikov | FC Infonet Tallinn  | 12   |